# Jezioro Szmaragdowe
Jezioro Szmaragdowe – (do 1945 niem.: Herta See, Kreide See) – sztuczne jezioro położone na osiedlu Szczecina – Zdrojach, na obszarze Parku Krajobrazowego „Puszcza Bukowa”. Zawdzięcza swą nazwę charakterystycznemu zabarwieniu wody (skutek zawartości węglanu wapnia, pochodzącego z rozpuszczania kalcytu).

## Dane morfometryczne
- powierzchnia: 28 540 m²
- długość: 289 m
- szerokość: do 165 m
- głębokość: 18 m
- objętość wody 53 330 m³
- wysokość lustra wody n.p.m. 42 m[1]

## Historia
Jezioro powstało w wyrobisku dawnej kopalni kredy i margla, eksploatowanej przez powstałą w 1862 roku pobliską fabrykę cementu portlandzkiego „Stern”. W okolicy dzisiejszego Jeziora Szmaragdowego rozpoczęto w 1862 r. przemysłową eksploatację porwaka margli o miąższości ok. 40–60 m. Początkowo eksploatowano surowiec skalny powyżej poziomu wód gruntowych, później zaczęto zagłębiać się, tworząc wyrobisko o głębokości ok. 20 m w stosunku do poziomu otaczającego terenu. Urobek transportowano do znajdującej się przy obecnej ul. Batalionów Chłopskich cementowni, niepotrzebny zaś nadkład składowano na hałdę (obecnie: Wzgórze Widok). 16 lipca 1925 roku natrafiono w ścianie południowej eksploatowanego wyrobiska na warstwę piasków zawodnionych, przez które nastąpił gwałtowny wlew wody i zalanie odkrywki. Wylew nastąpił spod wysokiej (ok. 50 m) pionowej ściany margli. Kopalnia Katharinen Kreidegrube została zalana przez wodę wybijającą z południowej ściany wyrobiska. Wszyscy z ówcześnie pracujących robotników zdołali się uratować. Jednocześnie nastąpiło częściowe osunięcie się ściany wyrobiska i powstanie stożka osuwiskowego. W 1959 nastąpiło ponowne osunięcie się ziemi w południowej części wyrobiska co spowodowało powiększenie się stożka osuwiskowego i zmniejszenie się powierzchni jeziora o ok. 0,4 ha. Na dnie jeziora wciąż znajdują się pozostałości górniczych maszyn i urządzeń. Nieopodal zaś jego brzegu wznosi się betonowy mostek, pozostałość po torowisku wywożącej urobek kolejki.
Z zalaniem kopalni łączy się miejscowa legenda: już od chwili uruchomienia pierwszych kopalń w okolicy, na początku XIV w., grasował w nich chciwy i złośliwy duch zwany Skarbkiem. Przez tak długi czas nagromadził on ogromne bogactwa, które ukrył pod ziemią. Schowek znajdował się właśnie u podnóża płd. urwiska. Gdy kilof górnika odsłonił owe bogactwa, Skarbek zalał wszystko wodą.

## Geologia
Wzgórza Bukowe, na terenie których leży Jezioro Szmaragdowe, powstały w wyniku oddziaływania lądolodu ok. 200-300 tysięcy lat temu. Obecna rzeźba terenu Wzgórz ukształtowana została podczas ostatniego zlodowacenia (ok. 14 500 lat temu). Oddziaływanie lądolodu spowodowało znaczące pofałdowanie, przemieszczenie i wypiętrzenie poszczególnych warstw skalnych tak, że niekiedy warstwy starsze znajdują się nad młodszymi. Lodowiec przywlókł tu także liczne porwaki i głazy narzutowe.
Woda gruntowa cały czas napływa do jeziora (można to zaobserwować wędrując ścieżką turystyczną tuż przy brzegu jeziora), a jej nadmiar spływa do studzienki kanalizacyjnej znajdującej się przy mostku widokowym. Strome ściany dawnego wyrobiska podlegają ciągłym zmianom na skutek zachodzących tu procesów geodynamicznych: tworzą się nowe rynny, osuwiska, obrywy i nisze abrazyjne.

## Przyroda
Ze względu na dużą zawartość węglanu wapnia, w wodach Jeziora Szmaragdowego nie rozwinęło się intensywne życie biologiczne. Brak trzcin i szuwarów na brzegach (które stanowią dla ptactwa wodnego naturalne miejsce schronienia i żerowania) sprawia, iż rzadko na jeziorze można zobaczyć przedstawicieli awifauny.
Lasy porastające okolice jeziora są pochodzenia naturalnego (wykształciły się bez ingerencji człowieka), a zaczęły powstawać po przerwaniu eksploatacji górniczej tego terenu (po 1925 r.). Początkowo na stromych stokach dawnej kopalni zaczęły pojawiać się brzozy i topole, później: robinie, wiązy górskie, sosny, klony i inne gatunki. Obecnie w otoczeniu jeziora przeważa zespół buczyny pomorskiej, z niewielkimi fragmentami światłolubnej dąbrowy kserotermicznej.
Na nasłonecznionych stokach występuje roślinność kserotermiczna, w tym między innymi: lepnica zwisłokwiatowa, koniczyna dwukłosowa, storczyk buławnik wielkokwiatowy. Można tu spotkać także rośliny chronione: bluszcz pospolity, czerniec gronkowy, marzankę wonną.
Świat zwierzęcy reprezentowany jest przez licznie gniazdujące tu ptaki (dzięcioły, kowaliki, kruki, kukułki, sikory, sójki, zięby) oraz ssaki (borsuki, dziki, kuny, lisy, wiewiórki, sarny).

## Otoczenie

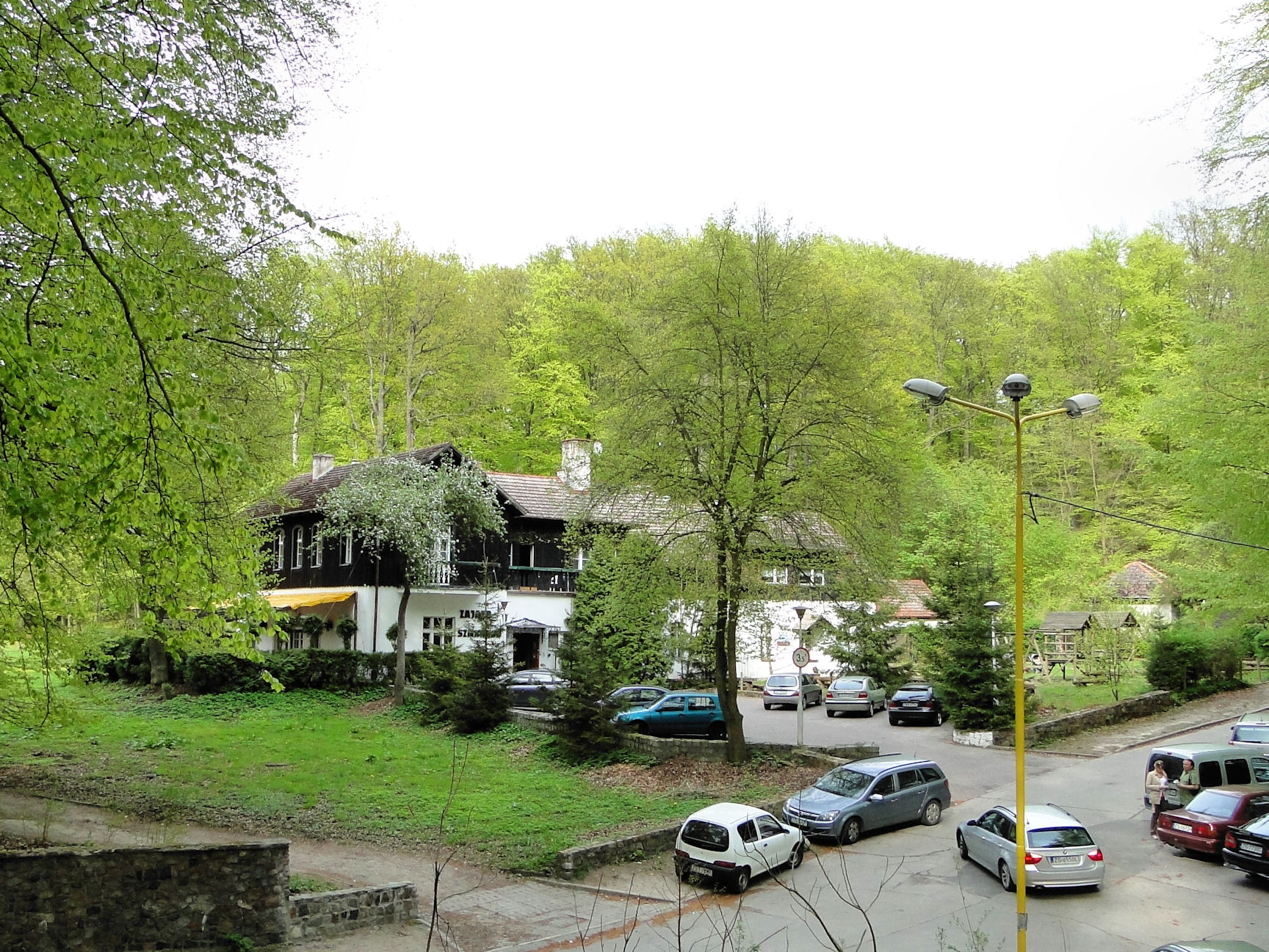
Zajazd Szmaragd

W pobliżu Jeziora Szmaragdowego znajduje się m.in.:
- zajazd Szmaragd – popularna nazwa budynku mieszczącego przez wiele powojennych lat lokal gastronomiczny wraz z hotelikiem (20 miejsc). Pierwsze zabudowania w tym miejscu powstały w 1783 r., kiedy to Ludwig Mohring wzniósł tu folwark wraz z dworem i nadał mu, na cześć swej żony, nazwę Katharinenhof (Dwór Katarzyny). Pod koniec XIX w. dwór stał się własnością cementowni „Stern”, która urządziła w nim kwatery dla robotników zatrudnionych w pobliskiej kopalni kredy. Po II wojnie światowej budynek został przebudowany i dostosowany do funkcji gastronomiczno-hotelowych. W czerwcu 2010 zajazd Szmaragd został zamknięty. Planuje się stworzenie tu ośrodka edukacji ekologicznej dla młodzieży z Polski i Niemiec. W pobliżu Zajazdu znajdują się pomniki przyrody: cis Warcisław i Dęby Książęce.
- ruiny wieży Baresela. Na Polanie Słonecznej – zwanej popularnie „Patelnią” zachowały się nikłe pozostałości wieży widokowej, nazywanej od nazwiska projektanta – wieżą Baresela. Budowla powstała w 1904 r. i pierwotnie mierzyła ok. 30 m wysokości. Z jej szczytu, przy ładnej pogodzie, można było dostrzec Goleniów i Stargard. W pobliżu zbudowano również duży lokal gastronomiczny z salą taneczną i tarasami widokowymi (zachowanymi do dziś). Wieża i budynek restauracji zostały zniszczone przez wycofujących się Niemców w 1945 r.

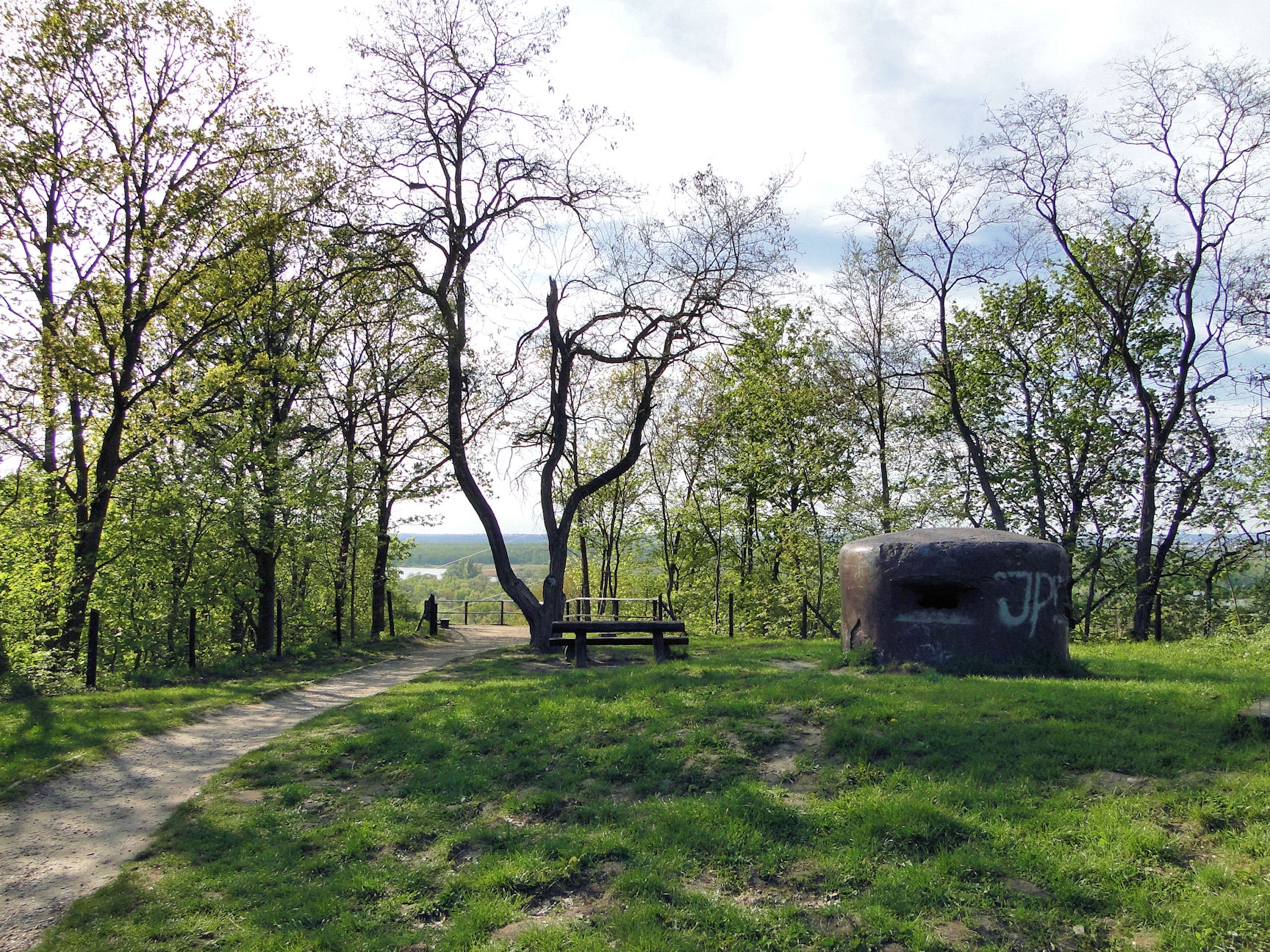
Polana Widok (widoczny schron oraz punkt widokowy)

- wzgórze Widok – sztuczne wywyższenie terenu o wys. 55 m n.p.m., położone na północny zachód od Jeziora Szmaragdowego, pomiędzy ulicami: Grabową i Kopalnianą. Jest to jedna z hałd dawnej kopalni kredy, która znajdowała się w miejscu dzisiejszego Jeziora Szmaragdowego. Na skraju wzgórza zlokalizowany jest punkt widokowy zwany „Okiem na Szczecin”, a okolica została zagospodarowana turystycznie (wiaty, ławeczki, miejsca na ogniska). Przed wojną na płaskim wierzchołku wzgórza znajdował się okrągły pawilon widokowy w kształcie monopterosu zaprojektowany przez Delbrücka. Pawilon nie zachował się. Do naszych czasów przetrwał natomiast niewielki, żelbetowy schron bojowy pochodzący z okresu II wojny światowej.

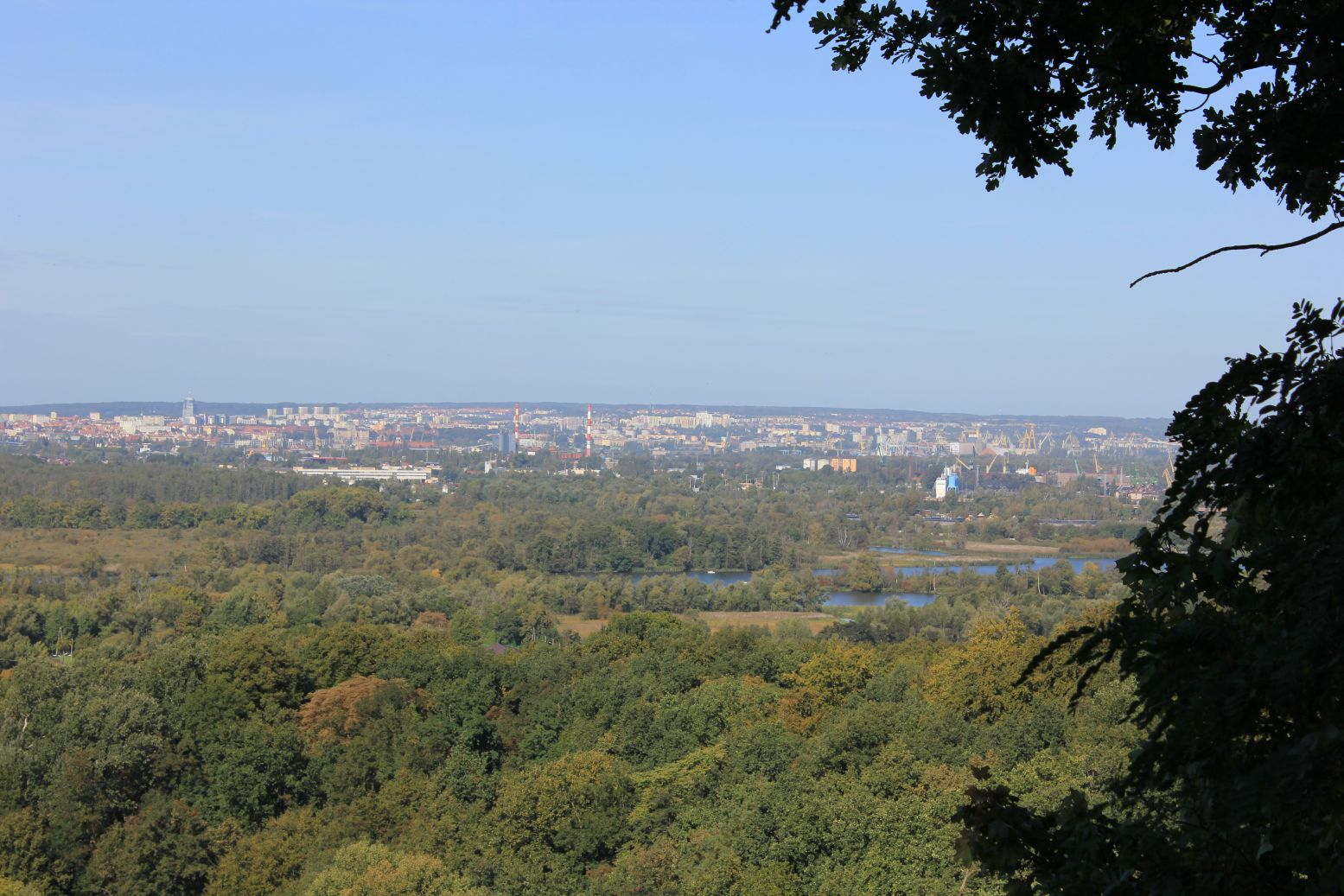
Wzgórze Czanowskie - panorama Szczecina

- Wzgórza Czanowskie – grupa wzgórz o maks. wys. 94 m n.p.m. położonych 300–400 m na płn.-zach. od Jez. Szmaragdowego. Podcięte od zachodu prawie pionowym kilkudziesięciometrowym urwiskiem dawnego wyrobiska kopalni kredy. Panoramy w kierunku lewobrzeżnego Szczecina.

- podziemia. Na stoku wzgórz otaczających od północnego zachodu Jezioro Szmaragdowe zachowały się pozostałości zabudowań wojskowych powstałych w latach trzydziestych XX wieku lub w okresie II wojny światowej. Składają się one z zespołu parterowych, murowanych budynków o lekkiej konstrukcji oraz położonych pod nimi, na głębokości kilku, a nawet kilkunastu metrów, tuneli o łącznej długości ok. 700 m. Pierwotne przeznaczenie tych budowli nie jest znane. Być może znajdowało się tu zapasowe stanowisko dowodzenia hitlerowskiego gauleitera Pomorza Schwede-Coburga. Po wojnie, przez wiele lat, mieścił się tu ośrodek szkoleniowy straży pożarnej, a od 2005 r. ma tu swoją siedzibę Szczecińskie Towarzystwo Poszukiwawcze, którego staraniem część tuneli została udostępniona do zwiedzania. Zwiedzanie obiektu nie jest możliwe zimą, gdy w podziemnych tunelach zimują nietoperze.

- grota „Za Łukami” – sztuczna grota zbudowana na północny zachód od Jeziora Szmaragdowego, przy południowym krańcu ul. Grabowej. Inicjatorem wybudowania, powstałej w 1880 r., groty był Albert Eduard Toepffer – właściciel pobliskiej cementowni „Stern” oraz zakładów „Comet” na Żelechowej. Podczas budowy starano się, by wnętrze budowli jak najpełniej przypominało wygląd naturalnych grot w skałach wapiennych, ze stalaktytami zwisającymi ze sklepienia i charakterystycznymi naciekami na ścianach. Przed grotą, w 1880 i 1889 r., pobudowano dwa łuki o rozpiętości ok. 30 m i wysokości ok. 10 m. Łuki różniły się grubością – jeden wykonany został bowiem z betonu, drugi (cieńszy) z żelbetu. Na łukach posadowiona została niewielka platforma z zadaszeniem w kształcie pagody. Występowali na niej artyści, którzy mogli być oglądani przez publiczność zgromadzoną na parkiecie tanecznym znajdującym się nad grotą. W pobliżu znajdował się również oszklony ogród zimowy. Na placu przed grotą w 1912 r., z okazji pięćdziesięciolecia cementowni „Stern”, ustawiono dwa, zachowane do dziś pomniki. W pobliżu znajdowała się ekspozycja produktów cementowni „Stern” i zakładów „Comet” (betonowe rury o różnej średnicy, płyty chodnikowe granitowo-betonowe, wyroby z tzw. białego cementu). Od ok. 1900 r. grota i jej otoczenie stało się dostępne publicznie i zaczęło spełniać funkcję doskonałej reklamy zakładów Toepffera i ich produktów. W odległości kilkuset metrów na zachód od groty zachowały się pozostałości infrastruktury transportowej dawnej kopalni w postaci liczącego kilkadziesiąt metrów długości i znajdującego się w bardzo dobrym stanie tunelu oraz leżącego na osi tunelu ceglanego mostku o szerokości zaledwie 1 metra.

- ruiny pałacu Toepffera. Przy południowym krańcu ul. Grabowej, w odległości ok. 300 m od groty „Za Łukami” zachowały się ruiny siedziby rodziny Toepfferów. Inicjatorem budowy pałacu był Helmut Toepffer (syn Alberta Eduarda Toepffera), który pod koniec XIX w. przejął od ojca zarządzanie cementownią „Stern”. Prace przy pałacu rozpoczęto w 1906 r. od wzniesienia dwukondygnacyjnego, oszczędnego w formie budynku z mansardowym dachem i dwoma niewielkimi bocznymi ryzalitami. Pałac posiadał ok. 25 pomieszczeń, w tym bibliotekę z cennymi zbiorami (m.in. prawie sto dzieł Woltera z 1785 r. i ok. 15 dzieł króla pruskiego Fryderyka Wielkiego z 1788 r.), salę bilardową oraz 7 pokoi gościnnych. W 1909 r. wzniesiono najbardziej reprezentacyjną część pałacu – tzw. skrzydło renesansowe. Jego centralną część stanowiła wielka (24 × 12 × 8 m) sala bankietowa zwana renesansową, zdobiona wieloma dziełami sztuki – m.in. kopiami rzeźb Petera Vischera: król Artur, król Teodoryk oraz Michała Anioła: Mojżesz. Ta ostatnia rzeźba miała być pierwotnie eksponowana w Muzeum Miejskim w Szczecinie przy dzisiejszych Wałach Chrobrego, jednak wskutek zmiany koncepcji wystawienniczej przez ówczesnego dyrektora Waltera Riezlera pozostała w siedzibie fundatorów jej wykonania – rodziny Toepfferów[4]. Pragnąc uchronić pałac przed zniszczeniem w 1945 r. Toepffer wynajął jego pomieszczenia szwedzkiemu konsulatowi. Pałac przetrwał wojnę, jednak w latach pięćdziesiątych XX w. został stopniowo rozebrany w celu pozyskania cegły. Do naszych czasów przetrwały niewielkie fragmenty przyziemia budynku.